# أوتري دينسون
أوتري دينسون (بالإنجليزية: Autry Denson)‏ هو لاعب كرة قدم أمريكية ولاعب كرة قدم كندية أمريكي، ولد في 8 ديسمبر 1976 في لاودرهيل في الولايات المتحدة.

## وصلات خارجية
- أوتري دينسون على موقع مرجع كرة القدم المحترفة.كوم (الإنجليزية)